# Dysphania pusilla
Dysphania pusilla là loài thực vật có hoa thuộc họ Dền. Loài này được Mosyakin & Clemants mô tả khoa học đầu tiên năm 2008.